# Modus tollens
Modus tollens (укр. спосіб, що заперечує) — це формальна назва для доведення від супротивного. Вживається також скорочення MT.
Modus tollens є простою, часто вживаною формою аргументації:
Якщо P, то Q.
Q є хибою.
Тому P є хибою.
Використовуючи логіко-операторну нотацію:
{\displaystyle p\rightarrow q},
{\displaystyle \neg q},
{\displaystyle \vdash \neg p}.
де {\displaystyle \vdash } є логічним твердженням.
Або, у теоретико-множинній формі:
{\displaystyle P\subseteq Q},
{\displaystyle x\not \in Q},
{\displaystyle \therefore x\not \in P}
({\displaystyle P} є підмножиною {\displaystyle Q}. {\displaystyle x} не належить {\displaystyle Q}. Отже, {\displaystyle x} не належить {\displaystyle P}).

Аргумент має два посилання. Перше посилання це умовне твердження «якщо — то», а саме, що із P випливає Q. Другим посиланням є те, що Q є хибою. З цих двох посилань випливає, що P є хибою. (Якщо P істинне, то Q також істинне з першого посилання, але це суперечить другому посиланню). Важливо зауважити, що в правдивому судженні, якщо посилання істинні, то висновок обов'язково випливає.